# 우크라이나 항공 그룹
우크라이나 항공 그룹(영어: Ukrainian Aviation Group)은 우크라이나의 키이우에 위치한 항공 회사로 2007년부터 정식으로 그룹이 발족하게 되었다.